# Damián Ayude
Damián Ayude (Buenos Aires, Argentina, 14 de abril de 1982) es un entrenador de fútbol argentino. Actualmente dirige a San Lorenzo de la Liga Profesional.

## Trayectoria
Ayude inició su carrera como entrenador en las divisiones inferiores de Nueva Chicago, Chacarita Juniors y Argentinos Juniors. En 2016, acompañó como asistente técnico a Nicolás Larcamón en su etapa por Deportivo Anzoátegui. A finales de 2017, asumió como entrenador de Unión San Felipe hasta su despido por malos resultados en febrero de 2018. Más tarde, acompañaría a Omar Asad y Alejandro Nania en sus etapas por Estudiantes de San Luis y Barracas Central, respectivamente.
En diciembre de 2018, fue confirmado como asistente técnico de Fernando Batista en la selección sub-20 de Argentina. Con la llegada de José Pékerman para dirigir a la selección de Venezuela, Ayude quedó a cargo del seleccionado sub-17 en junio de 2022 hasta su renuncia a finales de año.
Luego de colaborar con Nicolás Larcamón en sus ciclos por León y Cruzeiro, fue oficializado como técnico de la reserva de San Lorenzo en abril de 2024. En junio de 2025, asumió al frente del primer equipo en reemplazo de Miguel Ángel Russo.

## Clubes como entrenador
| Club                  | País      | Año           | PJ | PG | PE | PP | GF | GC | DG  | Efectividad |
| --------------------- | --------- | ------------- | -- | -- | -- | -- | -- | -- | --- | ----------- |
| Unión San Felipe      | Chile     | 2017-2018     | 12 | 3  | 6  | 3  | 13 | 14 | -1  | 41.67%      |
| Selección Sub-17      | Venezuela | 2022          | 1  | 0  | 0  | 1  | 0  | 1  | -1  | 0%          |
| San Lorenzo (Reserva) | Argentina | 2024-2025     | 37 | 17 | 11 | 9  | 46 | 31 | +15 | 55.86%      |
| San Lorenzo           | Argentina | 2025-presente | 7  | 2  | 3  | 2  | 4  | 4  | +0  | 42.86%      |
| Total                 | Total     | Total         | 57 | 22 | 20 | 15 | 63 | 50 | +13 | 50.3%       |